# Hydroscapha rajani
Hydroscapha rajani is een keversoort uit de familie Hydroscaphidae. De wetenschappelijke naam van de soort werd voor het eerst geldig gepubliceerd in 2009 door Fikáček en Šípková.